# 替換
在计算中，replace是一个命令，用于替换一个或多个现有的電腦檔案，或向目标目录添加新的文件。replace對於隱藏檔案或隱藏目錄來說無效。replace命令首先出现在MS-DOS 3.2 上。